# 縱橫諜海：黑名單
《縱橫諜海：黑名單》是育碧多伦多開發、育碧發行的一款2013年隱蔽動作冒險遊戲。本作為《縱橫諜海：斷罪》的續作，也是《縱橫諜海系列》系列的第七部作品。玩家將控制山姆·費雪，一位隸屬於第四梯隊的高度訓練有素的特工，執行阻止恐怖組織「策畫者」的任務，該組織試圖脅迫美國撤回其駐紮在海外的所有部隊。遊戲玩法與前作類似，玩家需要完成目標並擊敗敵人。《黑名單》標誌著不對稱多人模式「間諜 vs. 傭兵」的回歸，該模式最初在《縱橫諜海：潘朵拉計劃》中引入。
《黑名單》是育碧多伦多開發的第一款遊戲，該工作室由育碧於2009年成立。遊戲由曾參與《縱橫諜海：斷罪》開發的Maxime Béland執導。本作試圖結合前作的元素，包括《縱橫諜海：斷罪》的動作重點和早期作品的潛行重點。為了準備這款遊戲，Béland研究了後者的評論和特點列表。《黑名單》是第一款由埃瑞克·約翰遜配音演繹山姆·費雪的《縱橫諜海》遊戲，此前在幾部作品中為該角色配音的麥可·艾朗賽德因被診斷出癌症而無法再次出演。後來公佈的Wii U版本由育碧上海開發，該工作室還開發了遊戲的多人模式。
《黑名單》在2012年E3上公佈，並於2013年8月發行於PlayStation 3、Windows、Wii U和Xbox 360平台。遊戲發售時獲得了評論家的普遍好評，他們稱讚了其關卡設計、故事、遊戲性、戰鬥、配樂和多人模式。但也有人批評其畫面、缺乏挑戰性和結局。此外，一些粉絲也對選擇約翰遜而非艾朗賽德配音費雪表示不滿。本作在商業上表現不佳，發售三個月內僅售出200萬份。

## 遊戲玩法
在《縱橫諜海：黑名單》中，玩家將控制系列主角山姆·費雪，試圖阻止一個名為「策畫者」的恐怖組織。遊戲玩法強調隱蔽，並採用第三人稱視角。遊戲中，玩家可以旋轉鏡頭、奔跑、蹲伏和跳過障礙物。由於《黑名單》旨在延續《斷罪》的「積極潛行」風格，同時保留早期作品的傳統潛行特色，因此它結合了動作和隱蔽元素，允許玩家使用不同的方法來完成目標和擊敗敵人。
玩家可以通過尋找掩護或攀爬等方式在不被任何敵人發現的情況下完成關卡。如果玩家選擇殺死敵人，其他敵人在看到同伴的屍體時會發出警報。為了避免這種情況，玩家可以藏匿屍體。費雪還可以通過破壞附近的燈光來創造一個具有戰略優勢的黑暗環境，並配備了可定制的夜視鏡和声呐护目镜，以在黑暗中探測敵人和透視牆壁。他還擁有三旋翼無人機，這是一種緊湊型監視無人機，可以監視敵人、製造干擾、發出電擊，並自毀殺死敵人。
玩家可以通過使用小工具和武器來消滅敵人，進行更積極的掃射遊戲。他們可以與環境對象互動，例如攀爬和使用滑索，以穿越關卡。《斷罪》中的標記處決系統在《黑名單》中得到保留，並進行了改進和增強，允許玩家標記多個目標。當他們發動攻擊時，可以瞬間殺死所有被標記的目標。這些改進使系統運作更加流暢。
遊戲中會遇到各種敵人（包括士兵和狗），他們會跟踪主角並警告同伴。玩家可以選擇殺死他們、放過他們或讓他們失去行動能力。
本作也新增了三種戰術風格模式，在任務結束時分別計分：
- 魅影（Ghost）：在不被敵人發現的情況下，以非致命方式解決敵人或躲過敵人，計分重點為敵人無查覺、潛行擊倒數
- 獵豹（Panther）：與魅影不同的地方就是使用致命手段來解決敵人，或者在敵人已警戒的情況下迴避，計分重點為敵人迴避、潛行殺人數
- 突擊（Assault）：以大剌剌的方式解決敵人，即使被敵人發現，計分重點為戰鬥擊倒數、戰鬥殺人數。[14]

但它不像《斷罪》那樣有互動式的拷問場景。不過玩家在審訊後仍然可以決定是放過目標還是殺死他們。
遊戲中的中樞是一艘名為「聖騎士」的飛船。在任務之間，玩家可以與船上的機組人員互動，查看遊戲目標。機組人員還會向主角提供需要完成的支線任務。在執行任務之前，費雪可以部署戰略任務界面，讓玩家看到敵人的位置，並規劃攻擊路線。玩家還可以使用該界面進入多人遊戲模式和任務。
當玩家殺死（或避開）目標並完成任務時，會獲得名為「幽靈點數」的經驗值和金錢，用於購買（或改進）武器，升級「聖騎士」飛船以及山姆的衣服和裝備;這些升級可以提高完成任務的效率。獲得的經驗取決於難度級別和遊戲方式;隱蔽度越高，獎勵就越豐厚。據育碧多伦多稱，這個被稱為「通用經濟」的系統旨在滿足玩家;每個動作都有相應的獎勵。
《黑名單》擁有平台特定的功能，包括與Xbox 360的Kinect外設進行語音集成，允許玩家在攻擊敵人之前分散他們的注意力，或呼叫空袭。在Wii U版本中，Gamepad控制器的觸摸屏是一個界面，可以從主角手臂上的電腦（OPSAT）訪問小工具和其他功能，並結合屏幕和動作控制，在使用「動態擊殺」時以热成像仪突出顯示敵人。Wii U版本在發售時並未包含遊戲的合作模式。

### 多人遊戲
《縱橫諜海：潘朵拉計劃》中引入的「間諜 vs. 傭兵」競爭模式在《黑名單》中再次出現。這是一個非对称的多人遊戲模式，將兩個團隊（使用不同的小工具，扮演間諜或傭兵）對抗。間諜以第三人稱視角遊玩，配備煙霧彈和閃光彈，負責入侵由傭兵嚴密看守的電腦站。間諜擁有更多樣化的動作，他們還可以爬上屋頂、躲進通風口和攀爬邊緣。傭兵以第一人稱視角遊玩，儘管無法潛行殺死敵人或快速移動，但可以使用致命的遠程武器。該模式有兩種變體:支持2v2團隊的經典模式，以及支持4v4的黑名單模式。這個模式具有一個漸進式的等級系統，允許玩家自定義和升級兩個角色類別。
《黑名單》還有一個合作多人遊戲模式，每個任務都可以通過與「聖騎士」機組人員交談來進入。機組人員提供各種任務和完成任務的要求，玩家可以扮演費雪或他的同事布里格斯;兩人擁有相同的能力。在合作模式中，標記處決系統的工作方式略有不同，戴頭盔的敵人需要兩名玩家都標記才能被殺死。合作模式共有14個任務，支持分屏遊玩。除了合作和間諜 vs. 傭兵之外，《黑名單》還有其他多人遊戲模式，包括上行鏈路控制、團隊死鬥和救援。
遊戲的多人功能原定於2022年9月1日關閉。該日期後來推遲到2022年10月1日。

## 概要

### 角色

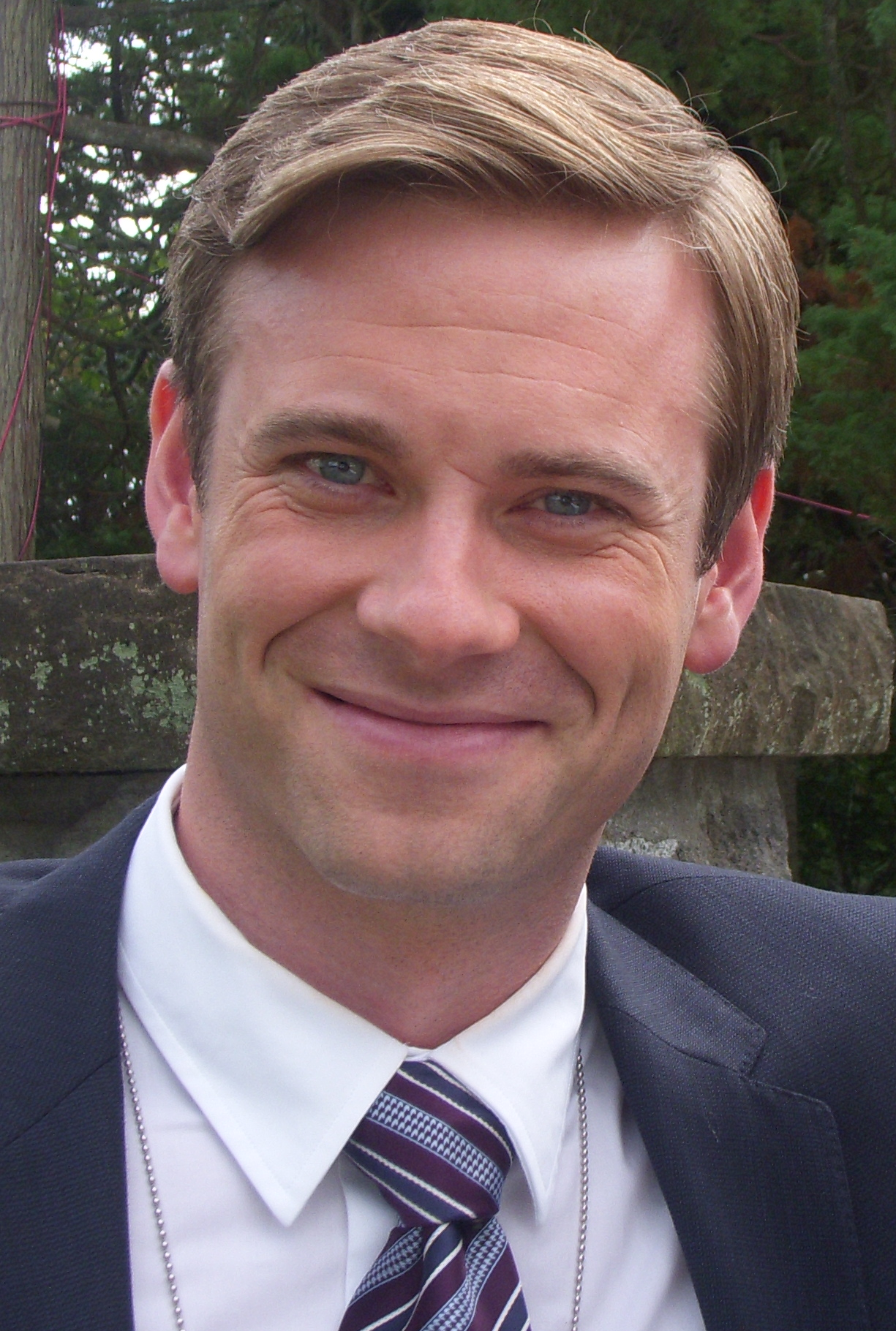
埃瑞克·約翰遜取代了系列元老麥可·艾朗賽德，為山姆·費雪配音並進行動作捕捉。

《黑名單》再次由山姆·費雪（埃瑞克·約翰遜配音）擔任主角，他曾是第三梯隊的分裂細胞特工，現在是新成立的第四梯隊的間諜大師和指揮官。遊戲中還看到費雪的老盟友安娜·「格里姆」·格里姆斯多提爾（凱特·卓蒙配音）的回歸，以及艾薩克·布里格斯（德韋恩·墨菲配音）和查理·科爾（大衛·瑞爾配音）等新角色。《斷罪》中的幾個配角也再次登場，包括維克多·科斯特（霍華德·西格爾配音）、帕特里夏·卡爾德韋爾（咪咪·庫茲克配音）和安德里·科賓（伊萊亞斯·圖費克西斯配音），還有與莎拉·費雪（維多利亞·桑切斯配音）的互動電話對話。

### 主線劇情
在第三梯隊解散兩年後，山姆·費雪為他朋友維克多·科斯特經營的私人軍事服務公司「聖騎士9號安保」工作。當被派駐美國關島安德森空軍基地時，恐怖分子襲擊了該設施，處決了指揮官，殺害了數百名現役軍人，並重傷了科斯特。一個名為「策畫者」的組織公開宣稱對這次襲擊負責，並宣布將對美國發動一系列每週一次的「黑名單」攻擊，直到美國召回駐外美軍。美國總統卡爾德韋爾任命山姆和他的同事——技術專家查理·科爾、中情局特工艾薩克·布里格斯和技術分析師安娜·格里姆斯多提爾——加入新成立的第四梯隊，這是一支新的絕密特種作戰和反恐部隊，在一架改裝過的軍用貨機「聖騎士」上運作。
第四梯隊將關島襲擊中使用的武器追查到山姆以前的目標、在班加西活動的軍火商安德里·科賓。通過他，該小組將買家追蹤到伊拉克，山姆得知策畫者的首領是馬吉德·薩迪克（Carlo Rota飾），一名前軍情六處特工。在得知有一次黑名單襲擊的目標是芝加哥後，山姆潛入襲擊地點，阻止了一種生物毒素釋放到城市供水系統中。第四梯隊將供應商追查到與伊朗有關聯的傭兵中間商雷扎·努里（Sam Kalilieh飾），山姆在一隊伊朗聖城軍突擊隊殺死他之前將其從巴拉圭救出。努里自願提供情報，使第四梯隊找到證據，將策畫者與伊朗聯繫起來。然而，在德黑蘭的聖城軍總部內尋找進一步的證據時，山姆發現策畫者誣陷伊朗參與了襲擊，以提高伊朗和美國之間的緊張局勢。
在成功阻止了費城的另一次襲擊後，策畫者被迫將攻擊頻率增加到每天一次，山姆和布里格斯前往关塔那摩湾拘押中心，因為第四梯隊得知努里向中情局提供虛假情報，以重燃美國和伊朗之間的緊張局勢。他們對努里的審訊揭示，薩迪克試圖轉移美國政府對墨西哥灣沿岸燃料供應即將遭受襲擊的注意力。
當薩迪克派出團伙攻擊第四梯隊時，山姆被迫保護「聖騎士」，讓策畫者利用一艘被劫持的油輪襲擊薩賓帕斯液化天然氣碼頭。在保衛「聖騎士」和撲滅碼頭的火災後，山姆得知這些襲擊旨在迫使美國總統啟動政府持續運作程序——薩迪克的目標是通過他的攻擊激活持續運作程序，安排將政府數據文件轉移到丹佛國際機場下的一個安全地堡，從而竊取這些文件。
違背卡爾德韋爾的命令，第四梯隊潛入地堡，薩迪克的潛伏特工控制了設施及其人員，包括國防部長。在國防部長屈服於酷刑並同意將文件轉交給薩迪克之前，布里格斯殺死了他，但隨即與其他幾人一起被當作人質。喬裝成人質的山姆幫助三角洲部隊狙擊手擊斃薩迪克的手下，然後在薩迪克試圖利用「聖騎士」逃跑時與他搏鬥，制服了他。薩迪克吹噓說他已經贏了，聲稱他的死將導致美國與支持策畫者的國家開戰，而他的戰爭罪行審判將導致美國的秘密被洩露。山姆決定羈押他，卡爾德韋爾公開宣布他的死訊來掩蓋薩迪克被囚禁的事實。在片尾彩蛋中，當第四梯隊繼續行動時，康復後的科斯特加入山姆，準備審問薩迪克。
- 任務關卡
  - 零號黑名單－美國 關島 安德森空軍基地
  - 安全屋－利比亞 班加西
  - 叛亂分子堡壘－伊拉克 米拉馬爾
  - 美國消費－美國 芝加哥
  - 私人莊園－巴拉圭 東方市
  - 廢棄工廠－英國 倫敦
  - 特戰總部－伊朗 德黑蘭
  - 調車場－美國 費城
  - 拘留所－古巴 關塔那摩灣
  - 飛機跑道－墨西哥
  - 急速下墜－墨西哥灣高空
  - 液化天然氣工廠－美國 薩賓帕斯
  - 設施F－美國 丹佛

### 多人任務
與主線劇情交織在一起，合作任務開始於山姆和布里格斯潛入克什米爾。他們發現一群與策畫者有聯繫的走私者，並發現情報將他們與俄羅斯情報組織「烏鴉」聯繫起來，然後在一次無人機襲擊中逃脫。
根據線索前往班加羅爾的一個友好導彈基地，他們發現印度居民已經死亡，「烏鴉」特工正在偷取導彈的彈頭。在確保導彈安全並得知特工由一個名叫切爾斯基的人領導後，山姆和布里格斯在建築物被摧毀、印度當局趕到時逃離。由於不知道切爾斯基的身份，山姆和布里格斯追蹤他到吉大港的一個「烏鴉」基地，發現他住在附近的一套公寓裡。他們闖入切爾斯基的安全室，發現裡面有兩個人;不確定哪個是切爾斯基，他們開始審問兩人，得知俄羅斯有一個秘密基地。
山姆和布里格斯到達一個廢棄的閉鎖城市，在無人機襲擊中倖存下來，發現一個據說藏有載有「烏鴉」重要資訊的OpSat（第四梯隊特工使用的衛星上行鏈路設備）的安全醫療設施。然而，基地裡只有一個昏迷的男人。他們營救了這名男子，在基地自毀時險些逃脫，並將患者帶回「聖騎士」號。
格里姆將他確認為米哈伊爾·「紅隼」·洛斯科夫，她想問科賓是否參與Archer和紅隼的先遣任務，從科賓的反應就知道答案。當Voron在刑求紅隼時，山姆懷疑他是不是雙面間諜，科賓表示他當時只負責載他們去找EMP彈頭，其他一無所知。
科賓在被送回牢房前，指出他們有過節，並對紅隼的傷勢表示震驚和疑慮。他質疑紅隼是否能從如此嚴重的槍傷中恢復，擔心他可能會變成植物人或無法完全康復。科賓被拉離視線後，山姆詢問布里格斯和格里姆是否有人先告訴過科賓關於紅隼中槍受傷的事，但兩人都表示沒有。這個發現讓山姆起了疑心，科賓是如何得知這個情報的呢？

#### 科賓支線
- 鴉片農場－阿富汗 法里亞布
- 魚市場－土耳其 伊斯坦布爾
- 血鑽石－赤道幾內亞 夏洛斯基
- 死湖－哈薩克 克孜勒奧爾達 （初回版追加地圖）

#### 查理支線
- 巴基斯坦大使館－葉門 沙那
- 瑞士大使館－約旦 安曼
- 埃及大使館－斯洛伐克 布拉迪斯拉發
- 俄羅斯大使館－盧旺達 基加利

#### 葛琳支線
- 霍金斯海堡－英吉利海峽
- 邊境交界－車臣 夏洛斯基區
- 駭客巢穴－愛沙尼亞 薩雷縣
- 億萬富翁的遊艇－澳大利亞 勒普頓島 （初回版追加地圖）

#### 布里格斯支線
- 走私者建築－喀什米爾 卡爾吉爾

黑名單事件落幕後，布里格斯發現印度邊界的走私者有異常活動，並與山姆前往調查。
- 飛彈工廠－印度 邦加羅爾

在走私者處的發現指出俄羅斯情報機構Voron將竊取印度核彈頭，他們必須被阻止
- Voron基地－孟加拉 吉大港市

第四梯隊發現Voron有許多來自第三梯隊的資料，必須查清楚來源並銷毀
- 棄城－俄羅斯 科利佐沃科學城

來源在俄羅斯一座廢棄醫院內，該處已成Voron據點

## 開發

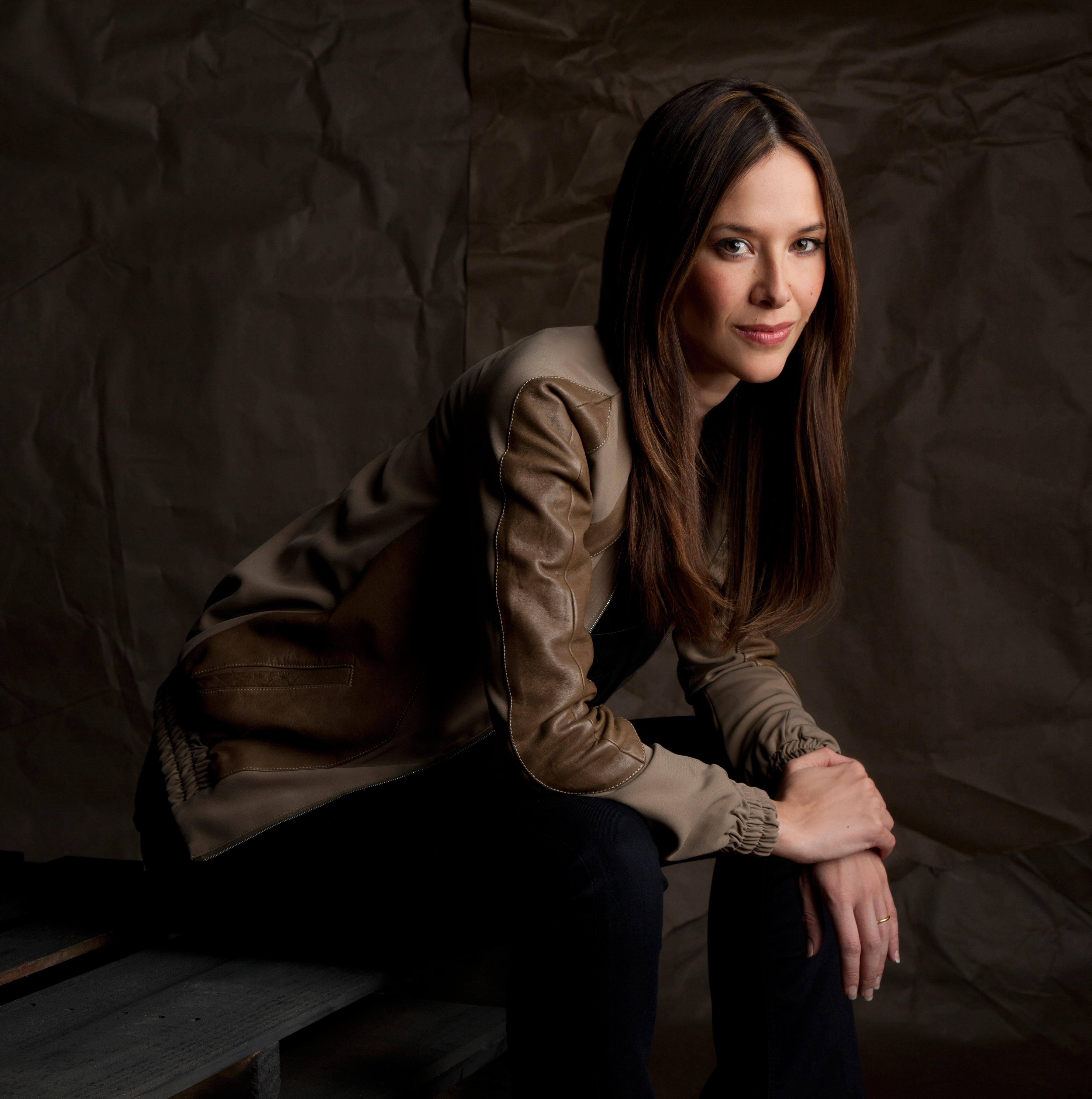
育碧加拿大的製作人Jade Raymond，本作製作人。

育碧蒙特利尔工作室的成功啟發了公司繼續在加拿大擴張，並在2009年7月6日宣布成立一個新工作室，名為育碧多伦多。在 Jade Raymond 的領導下，該工作室專注於開發 AAA 級遊戲和智慧財產權。他們開發了《縱橫諜海》系列的新作，同時也在開發另一個未公開的專案，多倫多團隊由育碧蒙特婁的核心《縱橫諜海：斷罪》團隊組成。曾參與《縱橫諜海：斷罪》開發的 Maxime Béland 擔任這款遊戲的創意總監，Raymond 在2010年11月證實她的工作室正在開發《縱橫諜海6》。育碧多倫多是這款遊戲的主要開發商，育碧蒙特婁提供協助。上海育碧負責開發遊戲的合作模式。多倫多工作室專注於 Windows、PlayStation 3 和 Xbox 360 版本的開發，而 Wii U 版本則由上海育碧開發。
2010年，該系列的第五部作品《縱橫諜海：斷罪》發售。儘管它獲得了普遍正面的評價，但因缺少某些特色而受到系列粉絲的批評。Béland 在準備開發《縱橫諜海:黑名單》時，將《縱橫諜海：斷罪》視為自己的「墊腳石」。開發團隊研究了《縱橫諜海：斷罪》的評論和功能列表，決定捨棄其「黑白分明」的潛行方式，並決定帶回《縱橫諜海:潘朵拉計劃》中引入的「間諜 vs. 傭兵」模式。Béland 稱這個模式的回歸是「他一生中最簡單的決定」，因為團隊認為它的缺席是《縱橫諜海：斷罪》最大的失誤。育碧通過 Uplay 向數千名玩家發送問卷，收集有關《縱橫諜海：斷罪》新功能的反饋。當玩家稱《縱橫諜海：斷罪》的戰役弱而短時，團隊通過引入第四梯隊和費雪作為領導者（這在系列中尚屬首次）來增強故事情節和人物深度。為了鼓勵重複遊玩，團隊引入了飛機樞紐和戰略任務界面，也就是玩家選單。
根據育碧多伦多創始人 Jade Raymond 的說法，對於現代玩家來說，該系列已變得過於艱鉅和複雜，相對於育碧的旗艦系列如《刺客教條》和《孤岛惊魂》，其人氣已經下降。多倫多工作室希望將這個系列介紹給更廣泛的觀眾，同時為長期的系列粉絲保留戰術性和硬核玩法。他們引入了完美主義模式，通過移除費雪的一些能力來顯著增加遊戲的難度。團隊還引入了方便、面向動作的遊戲片段，以適合新玩家，打造了可以用不同方式到達的開放式關卡，以拓寬遊戲的多樣性。開發者重新設計了控制方式，讓玩家可以自動跳過障礙物並在簡化的環境中穿梭，以提高遊戲流暢度。
在《縱橫諜海:黑名單》的開發過程中，團隊面臨各種挑戰。首先是要創造讓玩家感到滿意和有趣的潛行玩法。根據團隊的說法，玩家從自由度和選擇中獲得滿足感，這些自由度和選擇允許他們制定計劃。玩家必須進行實驗，每個決定都有後果。遊戲總監 Patrick Redding 將其比作生態系統的開發;團隊設計了一個動態人工智慧系統，會對玩家的行為做出不同的反應，讓關卡感覺生動，並增加隨機性。為了鼓勵「黑豹」風格的遊戲（積極潛行），團隊融合了原版《縱橫諜海》（一個錯誤就會導致任務失敗）和《縱橫諜海：斷罪》（潛行可以無縫轉換為戰鬥）的元素。團隊認為，這種方法可以幫助玩家感覺自己像個精英、無聲的掠食者。
系列元老麥可·艾朗賽德沒有再次飾演山姆·費雪的配音。他的角色由埃瑞克·約翰遜扮演，後者也進行了動作捕捉。在《縱橫諜海:黑名單》的開發者日記中，艾朗賽德表示他正在將火炬傳遞給另一位演員。根據育碧高層的說法，這一變化是為了利用新的表演捕捉技術來豐富遊戲體驗，而艾朗賽德在這個角色上為約翰遜提供了協助。在《縱橫諜海：斷罪》中為安德烈·科賓配音和表演捕捉的演員 Elias Toufexis 表示，他將在新遊戲中回歸。
與《縱橫諜海:斷罪》不同的是，這款遊戲不會有互動式的刑訊場景。取而代之的是，玩家可以在審問後選擇殺死或制服目標。這個系統並不複雜，開發團隊希望玩家會根據直覺做出選擇。根據 Béland 的說法，每個玩家的選擇都是灰色的，沒有正確或錯誤的選擇。然而，遊戲的演示中有一個互動式刑訊場景，玩家可以決定刀子深入一個人肩膀的深度。在收到褒貶不一的負面反應後，育碧從最終產品中刪除了這個場景。

### 行銷
《縱橫諜海:黑名單》在2012年6月4日的 E3 2012 微軟新聞發布會上亮相，發布平台為 Microsoft Windows、PlayStation 3 和 Xbox 360。2013年2月，有傳言稱 Wii U 版本正在開發中，育碧在兩個月後證實了這一報導。原定於2013年初發售的這款遊戲在2013年1月16日被推遲到8月。2013年8月3日，育碧證實該遊戲已經"gold master"，表明它正在準備複製和發行。《縱橫諜海:黑名單》於8月20日在北美發行，三天后在歐洲發行，登陸 Microsoft Windows、PlayStation 3、Wii U 和 Xbox 360 平台。

## 迴響

### 發售前
儘管 Joystiq 的 Mike Schramm 讚揚《縱橫諜海:黑名單》早期的截圖和影片去除了《縱橫諜海：斷罪》的單色視覺效果，但其新配音演員並未得到部分粉絲的好評。育碧回應聲明稱，艾朗賽德之所以不再回歸飾演費雪，是因為需要一位「身體上能夠勝任」動作捕捉表演的演員，而 Johnson 被聘來擔任這個角色。

### 大眾迴響
根據评论汇总网站Metacritic，《縱橫諜海:黑名單》獲得了評論家的「普遍好評」。
這款遊戲的設計受到大多數評論家的讚譽。IGN的 Ryan McCaffrey 讚揚了遊戲的多樣性和玩家選擇，他認為這使《縱橫諜海:黑名單》成為自《縱橫諜海：混沌理論》以來該系列最好的作品。根據 McCaffrey 的說法，這款遊戲是一次令人滿意的潛行體驗，也是一款出色、稱職的射擊遊戲（增加了其重玩價值）。他指出，有幾個片段強迫玩家使用標記和執行功能，讓偏愛潛行而非動作的玩家感到沮喪。Game Informer的 Ben Reeves 讚揚標記和執行功能的回歸和改進，他覺得這很令人滿意，並讚揚了遊戲緊張、多變的任務設計。Eurogamer的 Tom Bramwell 不喜歡這款遊戲的方向，特別是它的動作元素（他將其與2012年的《杀手：赦免》相比）。
《縱橫諜海:黑名單》的戰役模式也普遍受到讚揚。根據IGN的 Ryan McCaffrey 的說法，這款遊戲的故事優於其前作:平衡良好且可信。他批評了山姆·費雪的新配音演員，認為他未能重現艾朗賽德的魅力。Ben Reeves 讚揚了故事情節的轉折和讓人產生共鳴的角色。在Joystiq博客上，Xav De Matos 喜歡這款遊戲的敘事緊迫感和吸引人的情節轉折，但批評了其倉促的結尾。VideoGamer.com 的 Simon Miller 稱這款遊戲乏善可陳且無聊，而費雪的新配音演員未能為這個角色帶來個性 。Eurogamer 的 Bramwell 也批評了這款遊戲缺乏角色發展。
遊戲的多人模式功能獲得了好評;根據 McCaffrey 的說法，合作多人模式有足夠的內容可以獨立成一款遊戲。儘管他欣賞「間諜 vs. 傭兵」模式更快的節奏，但他發現這個模式不如前作創新。Reeves 部分同意這一點，他將復活的「間諜 vs. 傭兵」模式描述為令人耳目一新、激烈而血腥。De Matos 寫道，這是他經歷過的最好的多人模式之一，而《縱橫諜海:黑名單》版本在保持創意的同時進化和現代化了。GameTrailers的 Daniel Bloodworth 讚揚了遊戲令人滿意的合作設計，它要求玩家規劃和協調策略。
《縱橫諜海:黑名單》的圖像和缺乏難度受到批評。McCaffrey 發現視覺效果沒有令人印象深刻，大多數角色模型都很醜;他還指出了一些技術問題，如畫面撕裂和幀率問題 。Bloodworth 批評了遊戲在某些片段中的隱形牆和反應遲鈍的控制，儘管他認為這些小問題並沒有拖累其整體體驗。McCaffrey 指出，即使在完美主義模式下遊玩，這款遊戲也沒有前作具有挑戰性。他認為《縱橫諜海:黑名單》給予玩家太多獎勵，使其通用經濟系統成為一個無用的功能。Bloodworth 對遊戲的解鎖系統感到困惑，他說這阻礙了遊戲的可信度。

### 銷售
育碧曾希望《縱橫諜海:黑名單》至少能售出500萬套。在英國，該遊戲在發售首週登上英國零售榜亞軍，僅次於《黑道圣徒IV》。在美國，它是8月份第四暢銷遊戲。2013年10月16日，育碧宣布《縱橫諜海:黑名單》未能達到銷售預期，並在11月13日宣布該遊戲已售出200萬套。